# Loma de Piedra, Carrillo Puerto
Loma de Piedra är en ort i Mexiko.   Den ligger i kommunen Carrillo Puerto och delstaten Veracruz, i den sydöstra delen av landet, 290 km öster om huvudstaden Mexico City. Loma de Piedra ligger 139 meter över havet och antalet invånare är 111.
Terrängen runt Loma de Piedra är platt, och sluttar österut. Runt Loma de Piedra är det ganska tätbefolkat, med 65 invånare per kvadratkilometer. Närmaste större samhälle är Cerro Alto, 3,1 km väster om Loma de Piedra. Omgivningarna runt Loma de Piedra är en mosaik av jordbruksmark och naturlig växtlighet.